# Tamla Kari
Tamla Kari Cummins (ur. 27 lipca 1988 w Coventry) – amerykańska aktorka, która wystąpiła m.in. w filmie Seksualni, niebezpieczni i serialu Muszkieterowie.

## Filmografia

### Filmy
| Rok  | Tytuł                                  | Rola       | Uwagi       |
| ---- | -------------------------------------- | ---------- | ----------- |
| 2011 | Seksualni, niebezpieczni               | Lucy       |             |
| 2014 | The Inbetweeners 2                     | Lucy       |             |
| 2018 | Fell: Nothing Could Have Survived This |            | krótkometr. |
| 2019 | Hard, Cracked the Wind                 | Esme       | krótkometr. |
| 2023 | Christmas at the Holly Day Inn         | Emma Holly |             |

### Telewizja
| Rok       | Tytuł                                      | Rola          | Uwagi               |
| --------- | ------------------------------------------ | ------------- | ------------------- |
| 2012      | Być człowiekiem                            | Pearl         | 2 odc.              |
| 2012      | Silk                                       | Izzy Calvin   | 1 odc.              |
| 2012      | Kuku                                       | Rachel        | 6 odc.              |
| 2013      | The Job Lot                                | Danielle      | 6 odc.              |
| 2014–2016 | Muszkieterowie                             | Constance     | gł. obsada; 26 odc. |
| 2016      | Young Hyacinth                             | Violet        | film TV             |
| 2017      | Stan Lee's Lucky Man                       | Rachel Spikes | 1 odc.              |
| 2018      | Z pamiętnika położnej                      | Nadine        | 1 odc.              |
| 2019      | Plebs                                      | Calypso       | 1 odc.              |
| 2019      | Brytania                                   | Bridget       | 1 odc.              |
| 2019      | The Cure                                   | Helene        | film TV             |
| 2020      | The First Team                             | Olivia Talbot | w gł. obsadzie      |
| 2022      | Shakespeare i Hathaway: Prywatni detektywi | Vanessa-Rose  | 1 odc.              |
| 2022      | Harry Palmer: Teczka Ipcress               | Deborah       | miniserial, 6 odc.  |
| 2024      | DI Ray                                     | Lucy Chapman  | 4 odc.              |